# Джаред Поліс
Джаред Шутц Поліс (англ. Jared Schutz Polis; нар. 12 травня 1975) — американський політик, підприємець, бізнесмен і філантроп, 43-й губернатор Колорадо з 2019 року.
Поліс пропрацював один термін у Раді освіти штату Колорадо з 2001 по 2007 рік і п'ять термінів як представник Сполучених Штатів від 2-го виборчого округу Колорадо з 2009 по 2019 рік. Він був обраний губернатором Колорадо в 2018 році та переобраний у 2022 році.
Як відкритий гей, Поліс кілька разів увійшов в історію завдяки своєму успіху на виборах. У 2008 році він став першим відкритим батьком-геєм, обраним до Конгресу. У 2018 році він став першим відкритим геєм і другим відкритим представником ЛГБТ (після Кейт Браун), обраним губернатором штату США. Він також перший єврей, обраний губернатором Колорадо. У 2021 році він став першим губернатором США в одностатевому шлюбі.